# Katarina Srebotnik
Katarina Srebotnik es una exjugadora de tenis profesional eslovena, nacida el 12 de marzo de 1981 en Slovenj Gradec, Yugoslavia. Profesional desde 1995, ha llegado a estar entre las 30 mejores del mundo en individuales siendo su mayor clasificación el puesto 20 de la WTA alcanzado en 2006.
Actualmente ya solo compite en la modalidad de dobles, dónde realmente ha destacado llegando a ser número 1 del mundo y logrando jugar varias finales de Grand Slam, con título de Wimbledon 2011 incluidas.  En el total de su larga carrera, ha acumulado hasta 39 títulos WTA.

## Títulos de Grand Slam

### Dobles

#### Campeona (1)
| Año  | Torneo    | Pareja        | Oponentes en la final          | Resultado |
| 2011 | Wimbledon | Kveta Peschke | Sabine Lisicki Samantha Stosur | 6-3, 6-1  |

### Mixtos

#### Campeona (5)
| Año  | Torneo               | Pareja         | Oponentes en la final              | Resultado           |
| 1999 | Roland Garros        | Piet Norval    | Larisa Neiland Rick Leach          | 6-3, 3-6, 6-3       |
| 2003 | Abierto de EE. UU.   | Bob Bryan      | Lina Krasnoroutskaya Daniel Nestor | 5-7, 7-5, 7-6(5)    |
| 2006 | Roland Garros        | Nenad Zimonjić | Elena Likhovtseva Daniel Nestor    | 6-3, 6-4            |
| 2010 | Roland Garros        | Nenad Zimonjić | Yaroslava Shvédova Julian Knowle   | 4-6, 7-6(5), [11-9] |
| 2011 | Abierto de Australia | Daniel Nestor  | Yung-Jan Chan Paul Hanley          | 6-3, 3-6, [10-7]    |

## Títulos WTA (43; 4+39)

### Individual (4)
| Leyenda                    |
| Grand Slam (0)             |
| WTA Tour Championships (0) |
| Evento Tier I (0)          |
| Tier II (0)                |
| Tier III (1)               |
| Tier IV & V (3)            |

| No. | Fecha                | Torneo    | Superficie    | Oponente en la final | Resultado        |
| 1.  | 11 de abril de 1999  | Estoril   | Tierra batida | Rita Kuti Kis        | 6-3, 6-1         |
| 2.  | 3 de marzo de 2002   | Acapulco  | Tierra batida | Paola Suárez         | 6-7(1), 6-4, 6-2 |
| 3.  | 8 de enero de 2005   | Auckland  | Dura          | Shinobu Asagoe       | 5-7, 7-5, 6-4    |
| 4.  | 14 de agosto de 2005 | Estocolmo | Dura          | Anastasiya Myskina   | 7-5, 6-2         |

#### Finalista (6)
| - 2002: Bogotá (derrotada por Fabiola Zuluaga) - 2003: Palermo (derrotada por Dinara Sáfina) - 2005: Portoroz (derrotada por Klára Zakopalová) - 2006: Cincinnati (derrotada por Vera Zvonareva) - 2007: Portoroz (derrotada por Tatiana Golovin) - 2008: Estrasburgo (derrotada por Anabel Medina) |

### Dobles (39)
| Leyenda: Antes de 2009     | Leyenda: A partir de 2009 |
| -------------------------- | ------------------------- |
| Grand Slam (1)             |                           |
| Juegos Olímpicos (0)       |                           |
| WTA Tour Championships (0) |                           |
| Tier I (4)                 | Premier Mandatory (3)     |
| Tier II (4)                | Premier 5 (2)             |
| Tier III (4)               | Premier (10)              |
| Tier IV & V (8)            | International (3)         |

| N.º | Fecha                    | Torneos       | Superficie    | Compañera           | Oponentes                                 | Resultado           |
| --- | ------------------------ | ------------- | ------------- | ------------------- | ----------------------------------------- | ------------------- |
| 1.  | 19 de abril de 1998      | Makarska      | Tierra batida | Tina Križan         | Karin Kschwendt Evgenia Kulikovskaya      | 7-6(3), 6-1         |
| 2.  | 16 de mayo de 1999       | Amberes       | Dura          | Laura Golarsa       | Louise Pleming Meghann Shaughnessy        | 6-4, 6-2            |
| 3.  | 18 de julio de 1999      | Palermo       | Tierra batida | Tina Križan         | Åsa Carlsson Sonya Jeyaseelan             | 4-6, 6-3, 6-0       |
| 4.  | 16 de abril de 2001      | Estoril       | Tierra batida | Tina Križan         | Amanda Hopmans Cristina Torrens Valero    | 6-0, 7-6(19)        |
| 5.  | 10 de septiembre de 2001 | Hawái         | Dura          | Tina Križan         | Els Callens Nicole Pratt                  | 6-2, 6-3            |
| 6.  | 17 de febrero de 2003    | Bogotá        | Tierra batida | Anna Svensson       | Tina Križan Tatiana Perebiynis            | 6-2, 6-1            |
| 7.  | 4 de octubre de 2004     | Tokio         | Dura          | Shinobu Asagoe      | Jennifer Hopkins Mashona Washington       | 6-1, 6-4            |
| 8.  | 3 de enero de 2005       | Auckland      | Dura          | Tina Križan         | Leanne Baker Francesca Lubiani            | 6-3, 6-3            |
| 9.  | 25 de julio de 2005      | Budapest      | Tierra batida | Émilie Loit         | Lourdes Domínguez Marta Marrero           | 6-1, 3-6, 6-2       |
| 10. | 25 de julio de 2005      | Estocolmo     | Dura          | Émilie Loit         | Eva Birnerová Mara Santangelo             | 6-4, 6-3            |
| 11. | 24 de octubre de 2005    | Hasselt       | Dura (i)      | Émilie Loit         | Michaëlla Krajicek Ágnes Szávay           | 6-3, 6-4            |
| 12. | 13 de febrero de 2006    | Amberes       | Dura (i)      | Dinara Sáfina       | Stéphanie Foretz Michaëlla Krajicek       | 6-1, 6-1            |
| 13. | 3 de abril de 2006       | Amelia Island | Tierra batida | Shinobu Asagoe      | Liezel Huber Sania Mirza                  | 6-2, 6-4            |
| 14. | 3 de abril de 2006       | Gold Coast    | Dura          | Dinara Sáfina       | Iveta Benešová Galina Voskoboeva          | 6-3, 6-4            |
| 15. | 8 de abril de 2007       | Amelia Island | Tierra batida | Mara Santangelo     | Anabel Medina Virginia Ruano              | 6-3, 7-6(4)         |
| 16. | 8 de abril de 2007       | Toronto       | Dura          | Ai Sugiyama         | Cara Black Liezel Huber                   | 6-4, 2-6, [10-5]    |
| 17. | 6 de abril de 2008       | Miami         | Dura          | Ai Sugiyama         | Cara Black Liezel Huber                   | 7-5, 4-6, [10-3]    |
| 18. | 20 de abril de 2008      | Charleston    | Tierra batida | Ai Sugiyama         | Edina Gallovits Olga Govortsova           | 6-2, 6-2            |
| 19. | 12 de octubre de 2008    | Moscú         | Dura (i)      | Nadia Petrova       | Cara Black Liezel Huber                   | 6-4, 6-4            |
| 20. | 26 de octubre de 2008    | Linz          | Dura (i)      | Ai Sugiyama         | Cara Black Liezel Huber                   | 6-4, 7-5            |
| 21. | 18 de octubre de 2009    | Linz          | Dura          | Anna-Lena Grönefeld | Klaudia Jans Alicja Rosolska              | 6-1, 6-4            |
| 22. | 20 de marzo de 2010      | Indian Wells  | Dura          | Květa Peschke       | Nadia Petrova Samantha Stosur             | 6-4, 2-6, [10-5]    |
| 23. | 28 de agosto de 2010     | New Haven     | Dura          | Květa Peschke       | Bethanie Mattek-Sands Meghann Shaughnessy | 7-5, 6-0            |
| 24. | 8 de enero de 2011       | Auckland      | Dura          | Květa Peschke       | Sofia Arvidsson Marina Erakovic           | 6-3, 6-0            |
| 25. | 26 de febrero de 2011    | Doha          | Dura          | Květa Peschke       | Liezel Huber Nadia Petrova                | 7-5, 6-7(2), [10-8] |
| 26. | 18 de junio de 2011      | Eastbourne    | Hierba        | Květa Peschke       | Liezel Huber Lisa Raymond                 | 6-3, 6-0            |
| 27. | 26 de junio de 2011      | Wimbledon     | Hierba        | Květa Peschke       | Sabine Lisicki Samantha Stosur            | 6-3, 6-1            |
| 28. | 7 de agosto de 2011      | San Diego     | Dura          | Květa Peschke       | Raquel Kops-Jones Abigail Spears          | 6-0, 6-2            |
| 29. | 8 de octubre de 2011     | Pekín         | Dura          | Květa Peschke       | Gisela Dulko Flavia Pennetta              | 6-3, 6-4            |
| 30. | 13 de enero de 2012      | Sídney        | Dura          | Květa Peschke       | Gisela Dulko Flavia Pennetta              | 6-3, 6-4            |
| 31. | 11 de enero de 2013      | Sídney        | Dura          | Nadia Petrova       | Sara Errani Roberta Vinci                 | 6-3, 6-4            |
| 32. | 31 de marzo de 2013      | Miami         | Dura          | Nadia Petrova       | Lisa Raymond Laura Robson                 | 6-1, 7-6(2)         |
| 33. | 22 de junio de 2013      | Eastbourne    | Hierba        | Nadia Petrova       | Monica Niculescu Klára Zakopalová         | 6-3, 6-3            |
| 34. | 11 de agosto de 2013     | Toronto       | Dura          | Jelena Janković     | Anna-Lena Grönefeld Květa Peschke         | 5-7, 6-2, [10-6]    |
| 35. | 18 de mayo de 2014       | Roma          | Tierra batida | Květa Peschke       | Sara Errani Roberta Vinci                 | 4-0, ret.           |
| 36. | 27 de junio de 2015      | Eastbourne    | Césped        | Caroline Garcia     | Yung-Jan Chan Jie Zheng                   | 7-6(5), 6-2         |
| 37. | 18 de febrero de 2017    | Doha          | Dura          | Abigail Spears      | Olga Savchuk Yaroslava Shvédova           | 6-3, 7-6(7)         |
| 38. | 8 de abril de 2018       | Charleston    | Tierra batida | Alla Kudryavtseva   | Andreja Klepač María José Martínez        | 6-3, 6-3            |
| 39. | 26 de mayo de 2018       | Núremberg     | Tierra batida | Demi Schuurs        | Kirsten Flipkens Johanna Larsson          | 3-6, 6-3, [10-7]    |

#### Finalista (34)
| - 1998: Maria Lankowitz (con Tina Krizan) - 1999: Luxemburgo (con Tina Krizan) - 2000: Bol (con Tina Krizan) - 2000: Tokio (con Tina Krizan) - 2000: Pattaya City (con Tina Krizan) - 2001: Estoril (con Tina Krizan) - 2001: Toronto (con Tina Krizan) - 2002: Bogotá (con Tina Krizan) - 2002: Acapulco (con Tina Krizan) - 2004: Casablanca (con Els Callens) - 2004: Estrasburgo (con Tina Krizan) - 2005: Portoroz (con Jelena Kostanić) - 2006: Varsovia (con Anabel Medina) - 2006: US Open (con Dinara Sáfina) - 2006: Zúrich (con Liezel Huber) - 2006: Linz (con Corina Morariu) - 2007: Roland Garros (con Ai Sugiyama) - 2007: Wimbledon (con Ai Sugiyama) - 2007: Linz (con Ai Sugiyama) - 2007: WTA Tour Championships (con Ai Sugiyama) - 2010: Dubái (con Kveta Peschke) - 2010: Stuttgart (con Kveta Peschke) - 2010: Roland Garros (con Kveta Peschke) - 2011: Dubái (con Kveta Peschke) - 2011: Madrid (con Kveta Peschke) - 2011: WTA Tour Championships (con Kveta Peschke) - 2012: Montreal (con Nadia Petrova) - 2013: Doha (con Nadia Petrova) - 2013: Dubái (con Nadia Petrova) - 2013: Indian Wells (con Nadia Petrova) - 2015: Brisbane (con Caroline Garcia) - 2015: Stuttgart (con Caroline Garcia) - 2015: Toronto (con Caroline Garcia) - 2017: Stuttgart (con Abigail Spears) - 2018: San Petersburgo (con Alla Kudryavtseva) |